# Johann Beckmann (Maler)

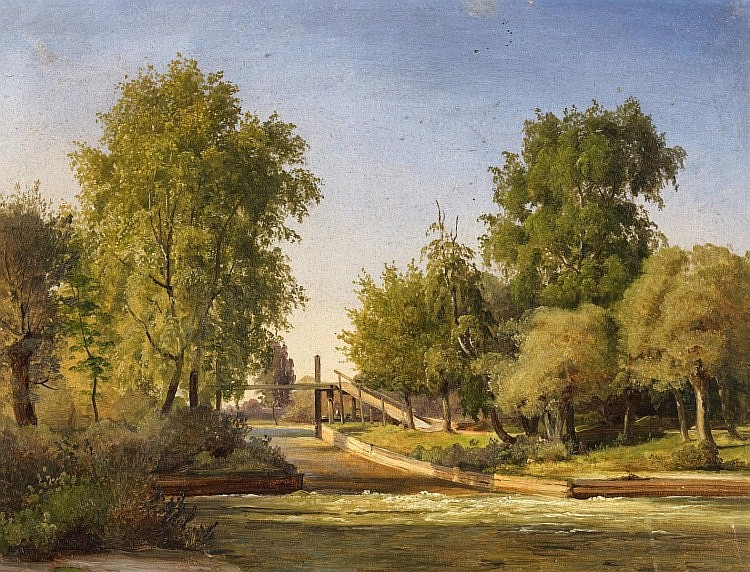
Sommerliche Landschaft

Johann Beckmann, häufig Hans Beckmann, (* 21. März 1809 in Hamburg; † 4. Dezember 1882 ebenda) war ein deutscher Landschaftsmaler.
Johann Beckmann erhielt den ersten Malunterricht bei Christian Friedrich Belitz in Hamburg. Danach studierte er am Polytechnikum Braunschweig und ab dem 24. August 1832 an der Königlichen Akademie der Künste in München. In München kopierte er niederländische Landschaftsbilder als Schulung.
Nach dem Studium war er in München als Landschaftsmaler tätig. Er malte Ansichten von oberbayerischen und österreichischen Seen und Flüssen, aus der Nachbarschaft von Hamburg und Bremen sowie von schottischen Gebirgslandschaften.